# Tuberoza bulwiasta
Tuberoza bulwiasta (Polianthes tuberosa) – gatunek rośliny z rodziny agawowatych (Agavaceae). Prawdopodobnie pochodzi z Meksyku, obecnie nie rośnie dziko, występuje jedynie w uprawie. 

## Morfologia
Roślina wytwarzająca rozetę długich, mieczowatych liści, z której wyrasta prosty pęd kwiatostanowy o wysokości ok. 1 m. Pokryty jest obficie słodko pachnącymi, kremowobiałymi, gwiazdkowatymi kwiatami. Posiada brunatną bulwę podziemną o żółtawym miąższu. 

## Zastosowanie
Uprawiana jest jako roślina ozdobna na rabatach, na kwiat cięty, a także na większą skalę do produkcji perfum jako źródło olejku eterycznego. Stanowi on substancję wyjściową do produkcji perfum, wód perfumowanych, wód toaletowych, wód kolońskich i innych perfumowanych produktów kosmetycznych.
Zawiera antranilan metylu. Uprawiana jest głównie w krajach o cieplejszym klimacie, gdyż jest wrażliwa na przymrozki. Rzadko uprawiana jest typowa forma botaniczna, częściej uprawiany jest kultywar `The Pearl` o pełnych kwiatach.